# Polystichum nepalense
Polystichum nepalense là một loài thực vật có mạch trong họ Dryopteridaceae. Loài này được (Spreng.) C. Chr. miêu tả khoa học đầu tiên năm 1906.